# Kanguroo
Ne doit pas être confondu avec Kanguro.
Le Kanguroo est un navire porte-sous-marins construit en 1911 par les Forges et chantiers de la Gironde de Bordeaux pour la compagnie Schneider et Cie. Réquisitionné par la Marine nationale française en 1914, il est torpillé par le sous-marin allemand U-38 le 3 décembre 1916 et coule.

## Histoire
Le Kanguroo est un navire porte-sous-marins construit en 1911 par les Forges et chantiers de la Gironde de Bordeaux pour la compagnie Schneider et Cie. En 1914, la Marine nationale française réquisitionne le Kanguroo. Le 3 décembre 1916, alors qu'il est en avarie de machines à Funchal, le sous-marin allemand U-38 le torpille, en même temps que la canonnière française La Surprise et le câblier britannique Dacia. Le Kanguroo coule. Son épave, ainsi que celle de la canonnière Surprise, n'ont jamais été retrouvées, contrairement à celle du câblier Dacia.

### Naufrage
Le 3 décembre 1916, la première attaque sur l'île de Madère eut lieu, par le torpillage de navires ancrés dans la baie de Funchal et un bombardement de la ville. Les pertes matérielles et humaines furent élevées, entraînant le naufrage de quatre navires, la canonnière française « Surprise » de 680 tonnes, le porte-sous-marin français « Kan Guroo » de 2 493 tonnes appartenant à la compagnie Scheneider, le câblier sous-marin anglais « Dacia » de 1 856 tonnes et la barge portugaise qui ravitaillait la « Surprise » en charbon. Dans cette attaque, 33 membres de l'équipage étranger et 8 Portugais qui travaillaient à la compagnie Blandy, propriétaire de l'exploitation du charbon, ont trouvé la mort. L'attaque allemande a commencé à 8h30 avec le torpillage de trois navires alliés et d'une barge à charbon, respectivement, en ordre de torpille, "Surprendre", la barge, le " Kanguroo" et le "Dacia" , lorsqu'ils étaient ancrés dans le port de Funchal.
Le « Kangourou », ancré dans la baie de Funchal depuis le 24 novembre 1916 pour des réparations, a tiré avec un canon d'étrave de 65 mm, manœuvré par le commandant du « Kangourou » lui-même, tirant 25 coups sur le sous-marin jusqu'à ce que le navire coule complètement. Une bouée de sauvetage de la canonnière se trouve au musée de la Ligue des Combattants de la Grande Guerre, numéro d'inventaire 480.

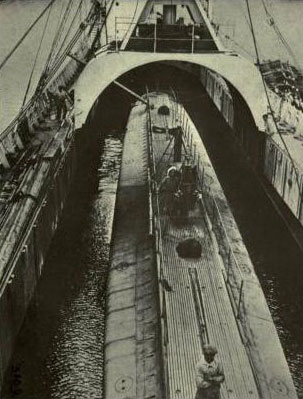
Porte-sous-marin français "Kangouroo". Coulé dans la baie de Funchal le 3 décembre 1916 par l'U38

### Utilisation
Le navire est utilisé pour transporter les sous-marins entre l'Europe et l'Amérique car ces derniers ne disposent pas d'une autonomie suffisante pour traverser l'océan Atlantique. Le navire sert également de dock flottant pour réparer les sous-marins. Il peut être qualifié de ravitailleur de sous-marins.

#### Chargement des sous-marins à bord duKanguroo
Pour charger les sous-marins à bord de la cale de 58,05 m du Kanguroo, la proue du Kanguroo est démontée, son tirant d'eau est augmenté par remplissage des ballasts et le sous-marin est chargé sur le navire. Après le chargement, les ballasts sont vidés et la proue du navire est remontée.

## Galerie

Plans du Kanguroo.
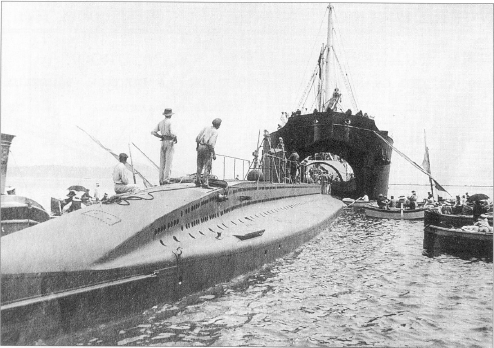
Chargement à bord du Kanguroo du sous-marin Ferré (46 m), destiné à la marine péruvienne (Toulon, 1912)[3].
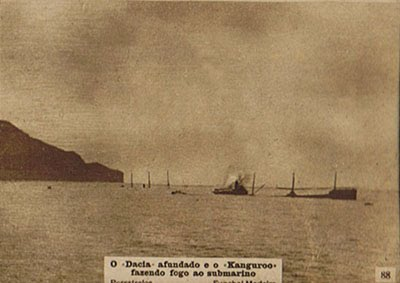
L'épave du Dacia et du Kanguroo en décembre 1916.